# 通川县 (隋朝)
通川县，中国古县名。
隋朝开皇十八年（598年）改石城县置，治所在今四川省达州市，为通川郡治。明朝洪武九年（1376年）废。